# Stora Skalltjärnen
Stora Skalltjärnen är en sjö i Ludvika kommun i Dalarna och ingår i Norrströms huvudavrinningsområde.